# Uti possidetis
Uti possidetis (juris) — принцип, що склався в міжнародній практиці, який означає, що нові держави, котрі отримали незалежність, мають ту ж територію і з тими ж межами, які мали раніше, перебуваючи колоніями або залежними територіями, зокрема адміністративними одиницями в складі інших держав. Згідно з правилом, стара адміністративна межа, яка раніше існувала в межах території новоутвореної незалежної держави, стає міжнародним кордоном. Даний принцип не є самостійним правовим принципом, оскільки знаходить свій правовий характер лише в рамках ширшого міжнародно-правового принципу непорушності кордонів.

## Історія виникнення
Спочатку принцип uti possidetis походив з римського приватного права, де він застосовувався як позначення розпорядження претора про приналежність спірного нерухомого майна колишньому (фактичному) власнику, тобто заборонялося порушення наявного стану речей між двома особами до остаточного вирішення спору.
В міжнародному праві принцип uti possidetis вперше застосований в сучасну епоху в Латинській Америці, коли колишні колонії Іспанської імперії домагалися незалежності. Основною метою нових латиноамериканських країн було прагнення закріпити своє становище на територіях, які юридично належали Іспанії, з тим щоб визнати себе її правонаступниками, успадкувавши всі колоніальні землі в межах існуючих адміністративних кордонів. Головне завдання полягало в тому, аби на континенті не залишалося жодного району terra nullius (тобто територій, котрі не належать до жодної держави), тому у вирішенні прикордонних питань було обрано принцип uti possidetis.
Відомий юрист-міжнародник Ян Броунлі описує дану ситуацію наступним чином:
|  | Після того, як перестала існувати загальна суверенна влада, треба було досягти згоди щодо загального принципу демаркації, оскільки всі прагнули уникнути звернення до сили. Був прийнятий відповідний для колоніального періоду принцип uti possidetis, тобто принцип передбачає збереження демаркації, що існувала при колоніальному режимі, стосовно кожної колоніальної одиниці, що стала державою. |

Деякі латиноамериканські держави вирішили узаконити застосування принципу uti possidetis і закріпити його в різних нормативних документах, прийнятих на континенті. Наприклад, положення даного принципу були включені до Конституції Венесуели 1830 року і Основного закону Гондурасу 1839, а також в Договорі про кордон між Колумбією і Перу від 22 вересня 1829 року. Втім, в подальшому цим державам не вдалося уникнути прикордонних суперечок між собою. Тому багато юристів дотримуються думки, що не слід абсолютизувати значення принципу, оскільки застосування uti possidetis має ряд недоліків, які не сприяють вирішенню суперечок по суті. Крім того, старі іспанські адміністративні кордони часто були визначені недостатньо чітко і важко доказові.

## Сучасна практика застосування

### Африка
21 липня 1964 року в Каїрі в рамках Організації африканської єдності була прийнята Резолюція 16(1) про прикордонні суперечки, в якій закріплювалося, що держави-учасники беруть на себе зобов'язання поважати колоніальні кордони, що існували до досягнення ними національної незалежності. Дана резолюція є політичною заявою, спрямованою на те, аби в майбутньому у нових держав не виникало питання щодо перегляду кордонів, встановлених відповідно до принципу uti possidetis після деколонізації, не інакше як тільки шляхом взаємної згоди.
Ситуація на африканському континенті з межами була складнішою, ніж на латиноамериканському. Перш за все, колоніальні кордони встановлювалися метрополіями без врахування інтересів місцевого населення, порушуючи сформовані протягом тривалого часу природні межі проживання різних племен. Тому переділ цих кордонів міг би стати загрозою миру і обернутися безліччю кровопролитних воєн між африканськими державами, якими б скористалися колишні метрополії як підстава для відновлення свого втраченого колоніального панування.

#### Прикордонний спір між Буркіна-Фасо і Малі

Спірна прикордонна смуга розташовувалася на північному сході Буркіна-Фасо. На карті позначена червоним кольором.

В 1985 році розгорівся прикордонний конфлікт між Буркіна-Фасо і Малі через приналежність багатої на мінеральні ресурси території, яка перебувала на недемаркованій ділянці кордону між державами. Питання про приналежність прикордонної території та визначення прикордонної смуги було передане в Міжнародний суд ООН, який поділив спірну територію приблизно навпіл.
У своєму рішенні суд зазначив, що суть принципу uti possidetis  — «забезпечення поваги територіальних кордонів в момент придбання державою незалежності; територіальні кордони можуть бути лише розмежувальними лініями між різними адміністративними округами або колоніями, підвладними одному і тому ж суверену, тому застосування принципу uti possidetis призвело до того, що колишні адміністративні кордони перетворилися в міжнародні в повному розумінні цього поняття».
Більш того, суд заявив, що принцип uti possidetis випливає із загальної норми міжнародного права, а, отже, може застосовуватись не лише щодо колишніх колоніальних держав, але і в будь-яких інших ситуаціях, коли має місце розпад суверенної держави або відділення від неї будь-якої територіальної частини.

### Колишній Радянський Союз
Під час розпаду СРСР принцип uti possidetis  мався на увазі при укладенні договорів між колишніми республіками, що оголосили внутрішні адміністративні кордони Союзу як міждержавні. У статті 5 Угоди про створення Співдружності Незалежних Держав, підписаній у Біловезькій пущі 8 грудня 1991 року, передбачалося, що держави визнають і поважатимуть територіальну цілісність одна одної і недоторканність поточних кордонів у рамках СНД. Вони гарантували відкритість кордонів, свободу пересування громадян і передачі інформації в рамках Співдружності. Крім того, стаття 6 Договору між Російською Федерацією і Україною від 19 листопада 1990 конкретно передбачала, що обидві сторони визнають і поважатимуть територіальну цілісність колишніх Російської та Української республік в рамках кордонів, що існували при СРСР.

### Чехословаччина
Договір про спільну делімітацію загальних державних кордонів від 29 жовтня 1992 року між Чехією і Словаччиною підтвердив, що міждержавним кордоном між цими двома новими державами при отриманні ними незалежності 1 січня 1993 буде колишній адміністративний кордон, який існував між чеською та словацькою частинами колишньої Чехословаччини.